# فرضية السديم
| ولادة النجوم |
| - وسط بين نجمي - غيمة جزيئية - كرة بوك - سديم مظلم - جرم نجمي فتي - نجم أولي - نجم تي الثور - نجم قبل النسق الأساسي - هيربيغ أي/ نجم بي - سديم شمسي |
| أصناف الأجرام الفلكية |
| - جرم هيربج هارو |
| المفاهيم النظرية |
| - دالة الكتلة الأولية - كتلة جينس - آلية كلفن هلمهولتز - فرضية السديم - هجرة الكواكب                                                                |
| هذا الصندوق: اعرض ناقش عدل |

فرضية السديم هي الفرضية الرئيسية بين العلماء، التي تنص على أن الكواكب تشكلت من سحابة من المواد المرتبطة بالشمس الفتية، التي كانت تدور ببطء. في وقت لاحق من عام 1900، لاحظ توماس شراودر تشامبرلين وفورست راي مولتون أن هناك نجم جوال يقترب من الشمس. ونتيجة لذلك، انفصل جزء متمدد من المواد (أسطواني الشكل) على شكل -سيجار- عن السطح الشمسي. عندما ابتعد النجم المار، تابعت هذه المواد المنفصلة عن السطح الشمسي الدوران حول الشمس ببطء حتى تكاثفت وأصبحت كواكب. واستنتجوا أن الشمس محاطة بسديم شمسي يحتوي في معظمه على الهيدروجين والهيليوم بالإضافة إلى ما يمكن تسميته غبار. أدى احتكاك وتصادم الجزيئات إلى تشكل سحابة قرصية الشكل أما الكواكب فتشكلت عن طريق عملية التنامي. إنه النموذج الذي يلقى قبولًا على نطاق واسع في ما يتعلق بنشأة الكون لشرح تشكل وتطور النظام الشمسي (وأيضًا النظم الكوكبية الأخرى). إنه يوحي بأن المجموعة الشمسية مكون من المادة السديمية. طور هذه النظرية إيمانويل كانت ونشرها في كتابه «التاريخ الطبيعي العالمي ونظرية السماوات»، إذ نُشر في عام 1755، وعدله بيير لابلاس في عام 1796. إن آلية تشكل النظام الكوكبي التي طُبقت بالأصل على المجموعة الشمسية من الممكن تطبيقها في جميع أنحاء الكون.
المتغير الحديث المقبول على نطاق واسع لفرضية السديم هو نموذج القرص السديمي الشمسي أو نموذج السديم الشمسي. إذ قدم تفسيرات لمجموعة متنوعة من خصائص النظام الشمسي، بما في ذلك المدارات شبه الدائرية والمستوية للكواكب، وحركتها في نفس اتجاه دوران الشمس. تَرِد بعض عناصر الفرضية السديمية الأصلية في النظريات الحديثة حول تشكل الكواكب، لكن جرى استبدال معظمها.
وفقًا لفرضية السديم، تتشكل النجوم في السحب الهائلة الكثيفة من الهيدروجين الجزيئي – السحب الجزيئية العملاقة. هذه السحب غير مستقرة جاذبيًا، إذ تترتب المادة داخلها وفق صغر الكثافة، والتي تدور ثم تنهار مشكلة نجومًا. يُعتبر تشكل النجوم عملية معقدة، إذ ينتج عنها دائمًا قرص كوكبي غازي (بروبليد) حول النجم الشاب، والذي من الممكن أن يولد كواكب في ظروف معينة غير معروفة جيدًا. وهكذا يُعتقد أن تشكل الأنظمة الكوكبية هو نتيجة طبيعية لتشكل النجوم. عادةً ما يستغرق تشكيل نجم كالشمس نحو مليون سنة، مع تطور القرص الكوكبي إلى نظام كوكبي على مدى 10 إلى 100 مليون سنة قادمة.
القرص الكوكبي هو عبارة عن قرص تراكمي يغذي النجم المركزي. في البداية يكون القرص حارًا جدًا، ثم يبرد في ما يسمى طور النجوم (تي تاوري)، ومن الممكن هنا أن تتشكل حبيبات الغبار الصغيرة المكونة من الصخور والجليد. قد تتجمع هذه الحبيبات في النهاية مشكلة كويكبات صغيرة بحجم الكيلومتر. إذا كان القرص ضخمًا بما فيه الكفاية، فستبدأ الكتل المنبثقة عنه بالتراكم، مؤدية إلى تشكل أجنة كوكبية بحجم القمر - إلى المريخ خلال 100000 – 300000 عامًا. تمر الأجنة الكوكبية بالقرب من النجم بمرحلة من عمليات الاندماج الحادة، مشكلة بعض الكواكب الأرضية. تستغرق المرحلة النهائية ما يقارب 100 مليون إلى مليار سنة.
عملية تشكل الكواكب العملاقة هي عملية أكثر تعقيدًا. يُعتقد أنها تحدث وراء خط الصقيع (خط الثلج)، حيث تتشكل الأجنة الكوكبية بشكل أساسي من أنواع مختلفة من الجليد. ونتيجة لذلك، فهي أكبر بعدة مرات مما كانت عليه في الجزء الداخلي من القرص الكوكبي. ما يحدث بعد تشكل الجنين الكوكبي غير واضح تمامًا. يبدو أن بعض الأجنة الكوكبية تتابع تشكلها حتى تصل في النهاية إلى 5-10 من كتلة الأرض – وهي قيمة العتبة، والتي تعد ضرورية لبدء تراكم غازي الهيدروجين والهيليوم من القرص. إن تراكم الغاز بواسطة النواة هو في البداية عملية بطيئة تستمر لعدة ملايين من السنين، لكن بعد أن تصل الكواكب الأولية إلى نحو 30 من كتلة الأرض، فإنها تتسارع بطريقة منبثقة. يُعتقد أن الكواكب التي تشبه المشتري وزحل يتراكم فيها الجزء الأكبر من كتلتها في غضون 10.000 عام فقط. يتوقف التراكم عند نفاذ الغاز. يمكن أن تسافر الكواكب المُشكلة لمسافات طويلة أثناء أو بعد عملية تشكلها. ويُعتقد أن عمالقة الجليد مثل أورانوس ونبتون ذات أنوية غير فعالة، إذ تشكلت بعد فوات الأوان أي عندما اختفى القرص تقريبًا.

## التاريخ
هنالك أدلة على أن إيمانويل سويدنبورج هو أول من اقترح أجزاء من فرضية السديم في عام 1734.  طور إيمانويل كانت، ذو الاطلاع على أعمال سويدنبورغ، النظرية بشكل أكبر في عام 1755، ناشرًا كتابه التاريخ الطبيعي العالمي ونظرية السماوات، الذي ناقش فيه أن السحب الغازية (السدم) تدور ببطء، وتنهار تدريجيًا وتتسطح بسبب الجاذبية، وتشكل في النهاية النجوم والكواكب.
طور بيير سيمون لابلاس واقترح نموذجًا مماثلًا في عام 1796 في كتابه معرض النظام العالمي. تصور أن الشمس كانت في الأصل تمتلك غلافًا جويًا حارًا يمتد على طول حجم النظام الشمسي. تضمنت نظريته تقلص وتبريد سحابة أولية – سديم بروتوسولار (السديم السابق لتشكل الشمس). كلما تبرد وتقلص، فإنه يدور ويتسطح بشكل أسرع، إذ يتخلص (يلقي) سلسلة من الحلقات الغازية من المواد؛ وبناءً على هذا، تتكثف الكواكب من هذه المواد. كان نموذج لابلاس مشابهًا لنموذج «كانت»، باستثناء العديد من التفاصيل وعلى نطاق أصغر. في حين سيطر نموذج السديم اللابلاسي في القرن التاسع عشر، فقد واجه العديد من الصعوبات. تكمن المشكلة الرئيسية في توزيع الزخم الزاوي بين الشمس والكواكب. تمتلك الكواكب 99% من الزخم الزاوي، وهذه الحقيقة لا يمكن تفسيرها من خلال نموذج السديم. ونتيجة لذلك، تخلى علماء الفلك إلى حد كبير عن هذه النظرية لشرح تكوين الكوكب في مطلع القرن العشرين.
جاء نقد كبير من قبل جيمس كليرك ماكسويل (1879-1831)، خلال القرن التاسع عشر، الذي أكد بدوره أن الدوران المختلف بين الأجزاء الداخلية والخارجية للحلقة لا يمكن أن يسمح بتكثف المواد. رفض الفلكي السير ديفيد بروستر أيضًا نموذج لابلاس، وكتب في عام 1876 أن «أولئك الذين يؤمنون بنظرية السديم يعتبرون أنه من المؤكد أن أرضنا قد استخلصت مادتها الصلبة وغلافها الجوي من حلقة أُلقيت من الغلاف الجوي الشمسي، والتي تقلصت بعد ذلك إلى كرة أرضية صلبة، والتي أُلقي منها القمر بواسطة نفس العملية». وقال إنه في ظل هذا الرأي «لا بد بالضرورة أن يكون القمر قد حمل الماء والهواء من الأجزاء المائية والجوية للأرض، ويجب أن يكون له غلاف جوي». ادعى بروستر أن معتقدات السير إسحاق نيوتن الدينية اعتبرت سابقًا أن الأفكار السديمية تميل نحو الإلحاد، ونقلت عنه قوله «إن نمو أنظمة جديدة من النظم القديمة، دون وساطة قوة إلهية، بدا له سخيفًا على ما يبدو».
حفزت أوجه القصور الملحوظة في النموذج اللابلاسي العلماءَ على إيجاد بديل له. عالجت العديد من النظريات هذه القضية خلال القرن العشرين، بما في ذلك نظرية الكويكبات لتوماس تشامبرلين وفورست مولتون (عام 1901)، ونماذج المد والجزر لجيمس جينز (عام 1917)، ونموذج التراكم لأوتو شميديت (عام 1944)، ونظرية الكواكب الأولية لوليام ماكريا (عام 1960) وأخيرًا نظرية «كابتشر» لمايكل وولفستون في عام 1978. جدد أندرو برينتيس الأفكار اللابلاسية الأولية حول آلية تشكل الكوكب وطور النظرية اللابلاسية الحديثة. لم تثبت أي من هذه المحاولات نجاحها التام، وكان العديد من النظريات المقترحة وصفيًا.

## نموذج السديم الشمسي: إنجازات ومشكلات

### الإنجازات
ينتج عن عملية تشكيل النجوم بشكل طبيعي ظهور الأقراص المُزودة حول الأجسام النجمية الشابة. عندما يكون عمر النجم مليون عام، فإنّ نسبة 100% من النجوم تمتلك مثل هذه الأقراص. وهذا الاستنتاج مدعوم باكتشاف الأقراص الغازية والغبارية حول النجوم الأولية وحول نجوم تي الثور، بالإضافة إلى الاعتبارات النظرية. تُظهر الأرصاد التي تتناول هذه الأقراص حبيبات الغبار داخلها، وهي تنمو في الحجم خلال وقت قصير (آلاف السنين)، وينتج عنها جسيمات بحجم 1 سنتيمتر.
تعتبر عملية التزويد التي تنمو عن طريقها كواكب مصغرة ذات حجم 1 كيلومتر إلى أجسام ذات حجم 1000 كيلومتر مفهومة جيدًا الآن. تتطور هذه العملية داخل أي قرص حيث تكون كثافة عدد الكواكب المصغرة كبيرة بشكلٍ كافٍ، وتستمر هذه العملية بشكل سريع. يتباطأ النمو لاحقًا ويستمر عدد قليل منها بالتعاظم. تكون النتيجة النهائية تشكل أجنة كوكبية بأحجام مختلفة، وهذا يعتمد على البعد عن النجم. أظهرت عمليات المحاكاة المختلفة أنّ اندماج الأجنة في الجزء الداخلي من قرص الكوكب الأولي يؤدي إلى تشكيل عدد قليل من الأجسام بحجم الأرض. وبالتالي فإنّ أصل الكواكب الأرضية يُعتبر الآن مسألة محلولة تقريبًا.

### المشاكل الحالية
تواجه فيزياء الأقراص المزودة بعض المشاكل. وأهم هذه المشاكل هي كيفية فقدان المادة التي تتراكم حول النجم الأولي زخمها الزاوي. أحد التفسيرات المُحتملة التي اقترحها هانز ألففين هي أنّ الزخم الزاوي يُفقد بسبب الرياح الشمسية خلال مرحلتها «نجم تي الثور». يُنقل الزخم إلى الأجزاء الخارجية من القرص عن طريق الإجهادات اللزجة. تُولَّد اللزوجة بسبب الاضطراب المجهري، لكن الآلية الدقيقة التي تنتج هذا الاضطراب غير مفهومة بشكل جيد. إنّ العملية الأخرى المُحتملة المَعنية بفقدان الزخم الزاوي هي الكبح المغناطيسي، حيث يُنقل دوران النجم إلى القرص المحيط بواسطة الحقل المغناطيسي للنجم. العمليات الرئيسية المسؤولة عن اختفاء الغاز في الأقراص هي الانتشار اللزج، والتبخر الضوئي.
يُعد تشكُّل الكواكب المُصغرة أكبر مشكلة غير محلولة في نموذج قرص السديم. إنّ اللغز هو كيفية اندماج جزيئات بحجم 1 سنتيمتر وتشكيل كواكب مصغرة بحجم 1 كيلومتر. يبدو أنّ هذه الآلية هي مفتاح مسألة كيفية امتلاك بعض النجوم للكواكب حولها، بينما البعض الآخر لا تمتلك كواكب ولا حتى أحزمة غبار.
يُمثِّل النطاق الزمني لتشكُّل الكواكب العملاقة مشكلة مهمة أيضًا. لم تكن النظريات القديمة قادرة على تفسير كيفية تشكل نواها بسرعة كافية لتجميع كميات كبيرة من الغاز من قرص الكوكب الأولي المُتلاشي بسرعة كبيرة. ظهر أنّ متوسط عمر الأقراص الذي يقُل عن عشرة ملايين عام (107) أقصر من الوقت اللازم لتشكل النواة. حُقق الكثير من التقدم في سبيل حل هذه المشكلة، وإنّ النماذج الحالية لتشكل الكواكب العملاقة قادرة على تشكيل المشتري (أو الكواكب الأكثر ضخامة) في نحو أربعة ملايين عام أو أقل، وهذا يقع ضمن متوسط عمر الأقراص الغازية.
المشكلة المُحتملة الأخرى التي تخص تشكل الكواكب العملاقة هي هجرتها المدارية. تظهر بعض الحسابات أنّ التفاعل مع القرص يمكن أن يسبب هجرة داخلية سريعة، والتي تؤدي في حال عدم توقفها إلى وصول الكواكب إلى «المناطق المركزية وهو لا يزال بمثابة جسم شبيه بالمشتري. تشير الحسابات الأكثر حداثة إلى أنّ تطور القرص خلال الهجرة يمكن أن يخفف هذه المشكلة.

## تشكل النجوم وأقراص الكواكب الأولية

### النجوم الأولية
يُعتقد أنّ النجوم تتشكل في سحابات عملاقة من الهيدروجين الجزيئي البارد، وهي سحب جزيئية عملاقة تبلغ كتلتها تقريبًا 300000 كتلة شمسية، ويبلغ قطرها 20 فرسخ فلكي. وتكون السحب الجزيئية العملاقة عُرضة للانهيار والتكسر على مدار ملايين السنين. تشكل هذه الأجزاء المُتكسرة بعد ذلك نوًى صغيرة وكثيفة، والتي تنهار بدورها متحولة إلى نجوم. تتراوح كُتل النوى التي تشكلها الأجزاء المنكسرة إلى عدة أضعاف من كتلة الشمس، وتُدعى السّدم النجمية الأولية (أو السدم الشمسية الأولية). تمتلك أقطارًا تتراوح بين 0.01-0.1 فرسخ فلكي (2000-20000 وحدة فلكية)، وتبلغ كثافة عدد الجزيئات من 10000 إلى 100000 سم−3 تقريبًا.
يستغرق الانهيار الأولي لسديم نجمي أولي بكتلة الشمس نحو مئة ألف عام. يبدأ كل سديم بمقدار معين من الزخم الزاوي. يخضع الغاز في الجزء المركزي من السديم، والذي يتميز بزخم زاوي منخفض نسبيًا، إلى ضغط سريع، ويشكل نواة (لا تنكمش) هيدروستاتيكية حارّة تحتوي على جزء صغير من كتلة السديم الأصلي. تُشكل هذه النواة بذرة لما سيُصبح نجمًا. ومع استمرار عملية الانهيار، يعني انحفاظ الزخم الزاوي أنّ دوران الغلاف الذي يتحرك تحت تأثير جاذبية النواة يتسارع، وهذا يمنع بشكل كبير الغاز من التراكم المباشر على النواة المركزية. يُجبر الغاز بدلًا من ذلك على الانتشار باتجاه الخارج بالقرب من مستواه الاستوائي مُشكلًا قرص، والذي بدوره يتراكم على النواة. تنمو كتلة النواة تدريجيًا حتى تُصبح نجمًا أوليًا شابًا حارًا. في هذه المرحلة، يحجب الغلاف الخاضع لجاذبية النواة النجم الأولي وقرصه بشكل كبير، ويُصبح من غير الممكن رصدهما بشكل مباشر. في الحقيقة، فإنّ عتامة الغلاف المتبقي كبيرة جدًا لدرجة أنّ الإشعاع ذات طول موجة يبلغ ميليمتر يعاني مشكلةً في الخروج من داخل هذا الغلاف. تُرصد هكذا أجسام على شكل تكثفات شديدة السطوع، وهي تطلق بشكل أساسي إشعاعات ذات أطول أمواج من مرتبة الميليمتر وأمواج ذات طول أقل من ميلي متر. وهي تُصنف بمثابة نجوم أولية من الفئة الطيفية 0. غالبًا ما يصاحب الانهيار تدفقات ثنائية القطب –نفثات– تنبعث على طول محور دوران القرص المُفترض. تُرصد هذه النفثات بشكل متكرر في مناطق تشكل النجوم (انظر إلى أجسام هيربج-هارو). إنّ لمعان النجوم الأولية من الفئة الطيفية 0 عالٍ، وقد يشع نجم أولي بكتلة الشمس إلى ما يصل نحو 100 مرة من اللمعان الشمسي. إنّ مصدر هذه الطاقة هو الانهيار التثاقلي، لانّ نواها غير ساخنة بما يكفي بعد لتتمكن من بدء اندماج نووي.
يصبح الغلاف في النهاية رقيقًا وشفافًا مع استمرار سقوط مواده على القرص، ويصبح الجسم النجمي الشاب (واي إس أو) قابلًا للرصد بشكل مبدئي بواسطة الأشعة الحمراء البعيدة، وفيما بعد يُصبح مرئيًا. يبدأ النجم الأولي في هذا الوقت بدمج الديوتيريوم. ويتبع ذلك اندماج الهيدروجين إن كان النجم الأولي ضخمًا بما فيه الكفاية (كتلته أكبر من 80 ضعف كتلة المشتري (إم جاي)). أمّا إن كانت كتلته منخفضة جدًا فيصبح الجسم قزمًا بنيًا. يولد نجم جديد بعد 100000 عام تقريبًا من بدأ الانهيار. تُعرف الأجسام في هذه المرحلة بالنجوم الأولية من الفئة I، وهي تُدعى أيضًا نجوم تي الثور الشابة، أو النجوم الأولية المتطورة، أو الأجسام النجمية الشابة. يكون النجم المتشكل بحلول هذا الوقت قد اكتسب الكثير من كتلته: لا تتجاوز الكتلة الإجمالية للقرص وللغلاف المتبقي 10-20% من كتلة الجسم النجمي الشاب المركزي.
يختفي الغلاف بشكل كلي في المرحلة التالية، بعد أن يسحبه القرص، ويصبح النجم الأولي نجم تي ثور كلاسيكيًا. يحدث هذا بعد نحو مليون عام. تبلغ كتلة القرص حول نجم تي الثور الكلاسيكي نحو 1-3% من كتلة النجم، وينمو بمعدل يتراوح بين 10−7 إلى 10−9 من كتلة الشمس في العام.